# Игра без ничьей
«Игра́ без ничье́й» — односерийный художественный фильм, шпионский детектив, снятый в 1966 году режиссёром Юрием Кавтарадзе.

## Сюжет
Советские пограничники задерживают подозрительного человека. Он называет себя заблудившимся археологом. Но пограничники обнаруживают у него радиопередатчик и шифроблокнот. Дело передаётся в КГБ. Его задача — выследить и обезвредить резидента иностранной разведки. На связь с этим резидентом и шёл задержанный…

## В ролях
- Григорий Ткабладзе — Леван Александрович, полковник
- Волдемар Акуратерс — задержанный, «археолог»
- Гиули Чохонелидзе — майор
- Имеда Кахиани —  Тенгиз, капитан
- Тенгиз Даушвили — лейтенант
- Мара Кавтарадзе — Натела, сотрудница КГБ
- Меги Кежерадзе — Лика, работница комиссионного магазина
- Лия Гудадзе — Дали, подруга Лики
- Георгий Габелашвили — отчим
- Давид Абашидзе — помощник капитана
- Альфред Видениекс — Кулл
- Шалва Гедеванишвили — нумизмат
- Роберт Лигерс — Картер ("Дельфин")
- Тристан Квелаидзе — Резо, фарцовщик
- Борис Ципурия — директор магазина
- Анатолий Смиранин — Бернард, профессор
- Георгий Матарадзе — эпизод
- Дудухана Церодзе — эпизод (в титрах не указана)
- Григорий Цитайшвили — радист иностранной разведки (в титрах указан как Ш. Цитайшвили)

## Съёмочная группа
- Авторы сценария:
  - Леван Алексидзе
  - Константин Исаев
  - Юрий Кавтарадзе
- Режиссёр: Юрий Кавтарадзе
- Оператор: Дудар Маргиев
- Художник: Дмитрий Такайшвили
- Композитор: Константин Певзнер

## Технические данные
- Производство: Грузия-фильм
- Художественный фильм, односерийный, телевизионный, чёрно-белый